# 머브 그리핀

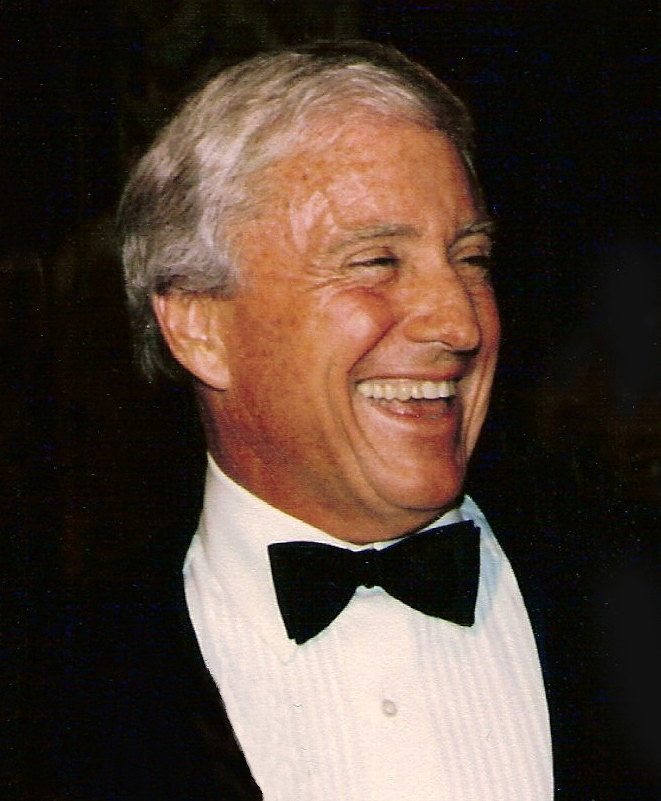

머브 그리핀(Merv Griffin, 본명: Mervyn Edward Griffin Jr., 1925년 7월 6일 ~ 2007년 8월 12일)은 미국의 텔레비전 방송 사회자이다 미디어 머글이다. 라디오와 빅밴드 가수로 경력을 시작했으나 나중에 브로드웨이와 영화에 출연했다.
1925년 7월 6일 캘리포니아주 샌머테이오에서 태어났다.

## 선별된 대중가요
- "I've Got a Lovely Bunch of Coconuts"
- "Christmas City"
- "Wilhelmina"
- "Never Been Kissed"
- "The Charanga" (#69, Pop Charts, 1961)
- "Banned in Boston" (#101, Pop Charts, 1961)
- "Happy To Know You" (Radio Hit, 1973)
- "Think!" (longtime theme music for Jeopardy!)
- "Changing Keys" (longtime theme music for Wheel)